# Lucasville
Lucasville é uma Região censo-designada localizada no estado norte-americano de Ohio, no Condado de Scioto.

## Demografia
Segundo o censo norte-americano de 2000, a sua população era de 1588 habitantes.

## Geografia
De acordo com o United States Census Bureau tem uma área de
6,6 km², dos quais 6,5 km² cobertos por terra e 0,1 km² cobertos por água. Lucasville localiza-se a aproximadamente 208 m acima do nível do mar.

## Localidades na vizinhança
O diagrama seguinte representa as localidades num raio de 20 km ao redor de Lucasville.